# 日置雅晴
日置 雅晴（ひおき まさはる、1956年 - ）は、弁護士。キーストーン法律事務所所属。早稲田大学・立教大学講師。

## 経歴
昭和31年（1956年）三重県生まれ。1980年 東京大学法学部卒業、1982年司法修習34期。 1982年第二東京弁護士会登録。
1992年（平成4年）に日置雅晴法律事務所を開設して、2002年 キーストーン法律事務所開設、2005年に立教大学大学院法科大学院の講師に就任にする。2008年 神楽坂キーストーン法律事務所開設。
2009年 早稲田大学大学院法務研究科（法科大学院）教授に就任にする。2014年 早稲田大学を退任をして非常勤講師となる。
委員には、墨田区環境審議会副委員長、国分寺市まちづくり市民会議副委員、練馬区都市計画審議会評価部会員、八潮市まちの景観と空家等協議会会長など。

## 著書
- 『トラブル防止DVD講座 欠陥住宅の法的責任 (トラブル予防DVD講座)』
- 『拡大する放射能汚染と法規制―穴だらけの制度の現状 (早稲田大学ブックレット＜「震災後」に考える』2011

### 共著
- 『市民のためのまちづくりガイド』
- 『市民参加のまちづくり』
- 『自治体都市計画の最前線』柳沢厚, 野口和雄共編著. 学芸出版社, 2007.2
- 『設計・監理トラブル判例50選 法律・建築のプロが選んだ!』日経アーキテクチュア 編, 大森文彦, 杉山真一, 野口和俊,福田晴政, 松浦基之共著. 日経BP社, 2007.9
- 『契約・敷地トラブル判例50選 法律・建築のプロが選んだ!』日経アーキテクチュア編, 大森文彦, 杉山真一, 野口和俊,福田晴政, 松浦基之共著. 日経BP社, 2007.9
- 『異議あり!新国立競技場 2020年オリンピックを市民の手に』森まゆみ編, 山本想太郎,松隈洋,藤本昌也,森山高至共著. 岩波ブックレット, 2014.4
- 『行政不服審査法の使いかた』幸田雅治編, 岩本安昭,青木丈, 太田雅幸,板垣勝彦, 今川晃共著. 法律文化社, 2016.8